# Myqerem Tafaj

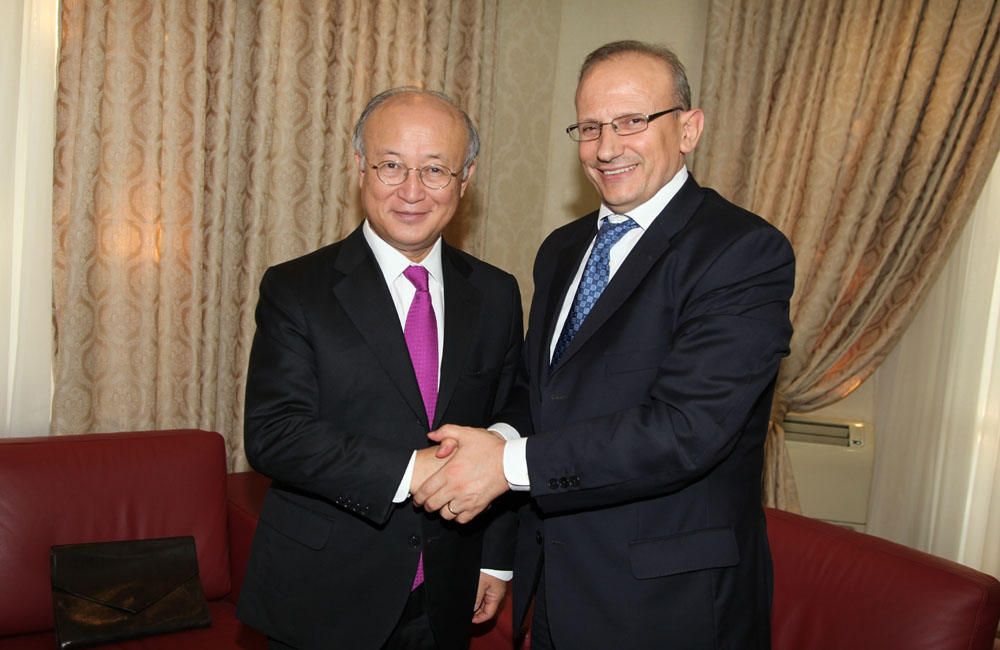
Myqerem Tafaj (rechts) bei einem Treffen mit Yukiya Amano (2011)

Myqerem Tafaj (* 14. November 1957 in Dibra) ist ein albanischer Politiker (PD). Zwischen 2009 und 2013 war er Minister für Bildung in der Regierung von Sali Berisha. Am 4. April 2013 übernahm er zudem den Posten des stellvertretenden Ministerpräsidenten, welchen er bis am 15. September 2013 innehatte.

## Leben und Karriere
In den späten 1970er Jahren zog er nach Tirana, wo er das Studium der Zoologie an der Landwirtschaftlichen Universität von Tirana begann und dort 1988 promovierte. Im Jahr 1990 erhielt er ein einjähriges Stipendium von der Deutschen Stiftung für internationale Entwicklung (DSE), die ihm die Möglichkeit gab, seine Forschung in Deutschland zu vertiefen. Zwischen 1992 und 1995 absolvierte Myqerem Tafaj seine zweite Promotion an der Universität Hohenheim. 1996 kehrte er nach Albanien zurück und wurde Direktor im Bildungsministerium. Von März 1997 bis Juli 1997 war er Minister für Bildung und Wissenschaft in der albanischen Übergangsregierung. 1999 erhielt Tafaj ein Forschungsstipendium der Alexander-von-Humboldt-Stiftung und arbeitete als  Gastprofessor an der Universität Hohenheim.
Im Jahr 2005 kehrte er nach Albanien zurück und arbeitete als Professor an der Landwirtschaftlichen Universität von Tirana und Berater für Bildung beim Premierminister Sali Berisha. Im Jahr 2009 wurde Tafaj erneut zum Bildungsminister ernannt. 2013 musste die Regierung Berisha nach der Wahlschlappe am 23. Juni zurücktreten und die Sozialistische Partei Albaniens übernahm mit Edi Rama als Ministerpräsidenten die Regierungsgeschäfte.
Ende März 2015 erhob das Bildungsministerium Anklage gegen ihn. Unter anderem soll Tafaj der Universität Vitrina Programme und Veranstaltungen lizenziert haben, obwohl sich der Akkreditierungsrat des Ministeriums gegen einen solchen Schritt aussprach. Alle Anklagepunkte wurden im Mai 2016 von der höchsten Gerichtsinstanz Albaniens fallen gelassen.